# Championnats d'Europe de dressage 1991
Navigation
Édition précédente Édition suivante
Les championnats d'Europe de dressage 1991, quinzième édition des championnats d'Europe de dressage, ont eu lieu en 1991 à Donaueschingen, en Allemagne. L'épreuve spéciale est remportée par l'Allemande Isabell Werth, l'épreuve libre par l'Allemand Sven Rothenberger et l'épreuve par équipe par l'Allemagne.